# Bois-le-Roi (Eure)
Bois-le-Roi ist eine französische Gemeinde mit 1.234 Einwohnern (Stand: 1. Januar 2022) im Département Eure in der Region Normandie. Sie gehört zum Arrondissement Évreux und zum Kanton Saint-André-de-l’Eure. Die Einwohner werden Sylvirégiciens und Sylvirégiciennes genannt.
Die Gemeinde erhielt 2022 die Auszeichnung „Zwei Blumen“, die vom Conseil national des villes et villages fleuris (CNVVF) im Rahmen des jährlichen Wettbewerbs der blumengeschmückten Städte und Dörfer verliehen wird.

## Geografie
Bois-le-Roi liegt im östlichen Teil des Départements Eure, etwa 30 Kilometer südöstlich von Évreux.
Umgeben wird Bois-le-Roi von den vier Nachbargemeinden:
|                        | L’Habit                                     |       |
| Champigny-la-Futelaye  | Kompassrose, die auf Nachbargemeinden zeigt |       |
| Saint-Laurent-des-Bois |                                             | Croth |

## Einwohnerentwicklung
| Bois-le-Roi: Einwohnerzahlen von 1793 bis 2016                                                                             | Bois-le-Roi: Einwohnerzahlen von 1793 bis 2016 | Bois-le-Roi: Einwohnerzahlen von 1793 bis 2016 | Bois-le-Roi: Einwohnerzahlen von 1793 bis 2016 | Bois-le-Roi: Einwohnerzahlen von 1793 bis 2016 |
| --- | ---------------------------------------------- | ---------------------------------------------- | ---------------------------------------------- | ---------------------------------------------- |
| Jahr |                                                |                                                |                                                | Einwohner                                      |
| 1793 | 1793                                           |                                                | 490                                            | 490                                            |
| 1800 | 1800                                           |                                                | 498                                            | 498                                            |
| 1806 | 1806                                           |                                                | 464                                            | 464                                            |
| 1821 | 1821                                           |                                                | 540                                            | 540                                            |
| 1831 | 1831                                           |                                                | 575                                            | 575                                            |
| 1836 | 1836                                           |                                                | 550                                            | 550                                            |
| 1841 | 1841                                           |                                                | 562                                            | 562                                            |
| 1846 | 1846                                           |                                                | 575                                            | 575                                            |
| 1851 | 1851                                           |                                                | 630                                            | 630                                            |
| 1856 | 1856                                           |                                                | 637                                            | 637                                            |
| 1861 | 1861                                           |                                                | 694                                            | 694                                            |
| 1866 | 1866                                           |                                                | 755                                            | 755                                            |
| 1872 | 1872                                           |                                                | 718                                            | 718                                            |
| 1876 | 1876                                           |                                                | 701                                            | 701                                            |
| 1881 | 1881                                           |                                                | 687                                            | 687                                            |
| 1886 | 1886                                           |                                                | 672                                            | 672                                            |
| 1891 | 1891                                           |                                                | 614                                            | 614                                            |
| 1896 | 1896                                           |                                                | 529                                            | 529                                            |
| 1901 | 1901                                           |                                                | 468                                            | 468                                            |
| 1906 | 1906                                           |                                                | 430                                            | 430                                            |
| 1911 | 1911                                           |                                                | 434                                            | 434                                            |
| 1921 | 1921                                           |                                                | 408                                            | 408                                            |
| 1926 | 1926                                           |                                                | 363                                            | 363                                            |
| 1931 | 1931                                           |                                                | 352                                            | 352                                            |
| 1936 | 1936                                           |                                                | 297                                            | 297                                            |
| 1946 | 1946                                           |                                                | 318                                            | 318                                            |
| 1954 | 1954                                           |                                                | 355                                            | 355                                            |
| 1962 | 1962                                           |                                                | 338                                            | 338                                            |
| 1968 | 1968                                           |                                                | 301                                            | 301                                            |
| 1975 | 1975                                           |                                                | 350                                            | 350                                            |
| 1982 | 1982                                           |                                                | 500                                            | 500                                            |
| 1990 | 1990                                           |                                                | 793                                            | 793                                            |
| 1999 | 1999                                           |                                                | 815                                            | 815                                            |
| 2006 | 2006                                           |                                                | 916                                            | 916                                            |
| 2011 | 2011                                           |                                                | 1.051                                          | 1.051                                          |
| 2016 | 2016                                           |                                                | 1.165                                          | 1.165                                          |
| Quelle(n): EHESS/Cassini bis 1999, INSEE ab 2006 Anmerkung(en): Ab 1962 offizielle Zahlen ohne Einwohner mit Zweitwohnsitz |                                                |                                                |                                                |                                                |

## Kultur und Sehenswürdigkeiten
- Kirche Saint-Jean-Baptiste

## Persönlichkeiten

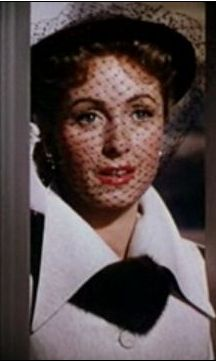
Danielle Darrieux im Film Hübsch, jung und verliebt aus dem Jahr 1951

- Danielle Darrieux (1917–2017), französische Film- und Theaterschauspielerin, verstorben in Bois-le-Roi.